# Carlos Gats
Carlos Alberto Gats (Buenos Aires, 11 de diciembre de 1969) es un exatleta argentino especializando en carreras de velocidad. Compitió en los Juegos Olímpicos de Atlanta 1996 y Sídney 2000. Es el plusmarquista nacional en 100 y 200 metros al aire libre y 200 metros en pista cubierta.
En el 2000 se hizo merecedor de un Premio Konex por su destacada trayectoria deportiva en la última década.
Actualmente es preparador físico de la Selección Argentina de Hockey sobre Césped, con quienes obtuvo la medalla de oro en los JJ. OO. de Río de Janeiro 2016.

## Registro de competición
| Representando a Argentina | Representando a Argentina            | Representando a Argentina | Representando a Argentina | Representando a Argentina | Representando a Argentina  |
| Año                       | Competición                          | Lugar                     | Posición                  | Evento                    | Notas                      |
| ------------------------- | ------------------------------------ | ------------------------- | ------------------------- | ------------------------- | -------------------------- |
| 1987                      | Campeonato Sudamericano Juvenil      | Santiago, Chile           | 2.º                       | 200 m                     | 21,52                      |
| 1987                      | Campeonato Sudamericano Juvenil      | Santiago, Chile           | 1.º                       | Relevos 4 x 100 m         | 41,41                      |
| 1990                      | Juegos Suramericanos                 | Lima, Perú                | 3.º                       | 100 m                     | 10,84                      |
| 1990                      | Juegos Suramericanos                 | Lima, Perú                | 1.º                       | 200 m                     | 22,28                      |
| 1992                      | Campeonato Iberoamericano            | Sevilla, España           | 6.º                       | 100 m                     | 10,83 (viento: -2.2 m/s)   |
| 1992                      | Campeonato Iberoamericano            | Sevilla, España           | 6.º                       | 200 m                     | 21,98 (viento: -2.6 m/s)   |
| 1992                      | Campeonato Iberoamericano            | Sevilla, España           | 6.º                       | Relevos 4 x 100 m         | 41,46                      |
| 1994                      | Campeonato Iberoamericano            | Mar del Plata, Argentina  | 1.º                       | 100 m                     | 10,50 w (viento: +3.2 m/s) |
| 1994                      | Campeonato Iberoamericano            | Mar del Plata, Argentina  | 2.º                       | 200 m                     | 20,51 (viento: +1.2 m/s)   |
| 1994                      | Campeonato Iberoamericano            | Mar del Plata, Argentina  | —                         | Relevos 4 x 100 m         | DNF                        |
| 1995                      | Campeonato Sudamericano              | Manaus, Brasil            | 3.º                       | 100 m                     | 10,51                      |
| 1995                      | Campeonato Sudamericano              | Manaus, Brasil            | 3.º                       | 200 m                     | 20,90                      |
| 1995                      | Campeonato Sudamericano              | Manaus, Brasil            | 3.º                       | Relevos 4 x 100 m         | 40,78                      |
| 1995                      | Campeonato Mundial                   | Gotemburgo, Suecia        | 41ero (h)                 | 200 m                     | 21,02                      |
| 1996                      | Campeonato Iberoamericano            | Medellín, Colombia        | 3.º                       | Relevos 4 x 100 m         | 40,33                      |
| 1996                      | Juegos Olímpicos                     | Atlanta, Estados Unidos   | 61ero (h)                 | 100 m                     | 10,57                      |
| 1996                      | Juegos Olímpicos                     | Atlanta, Estados Unidos   | 29no (qf)                 | 200 m                     | 21,15                      |
| 1997                      | Campeonato Sudamericano              | Mar del Plata, Argentina  | 3.º                       | 100 m                     | 10,46                      |
| 1997                      | Campeonato Sudamericano              | Mar del Plata, Argentina  | 3.º                       | Relevos 4 x 100 m         | 40,11                      |
| 1997                      | Campeonato Mundial                   | Atenas, Grecia            | 50mo (h)                  | 100 m                     | 10,43                      |
| 1997                      | Campeonato Mundial                   | Atenas, Grecia            | 16.º (sf)                 | 200 m                     | 21,44                      |
| 1997                      | Universiada                          | Catania, Italia           | 7.º                       | 100 m                     | 10,58                      |
| 1998                      | Campeonato Iberoamericano            | Lisboa, Portugal          | 3.º                       | 100 m                     | 10,23 (NR)                 |
| 1998                      | Campeonato Iberoamericano            | Lisboa, Portugal          | 2.º                       | 200 m                     | 20,37 (NR)                 |
| 1998                      | Juegos Suramericanos                 | Cuenca, Ecuador           | 2.º                       | 100 m                     |                            |
| 1999                      | Campeonato Mundial en Pista Cubierta | Maebashi, Japón           | 32do (h)                  | 60 m                      | 6,82                       |
| 1999                      | Campeonato Mundial en Pista Cubierta | Maebashi, Japón           | 15.º (sf)                 | 200 m                     | 21,50                      |
| 1999                      | Campeonato Sudamericano              | Bogotá, Colombia          | 2.º                       | Relevos 4 x 100 m         | 39,96                      |
| 1999                      | Campeonato Sudamericano              | Bogotá, Colombia          | 3.º                       | Relevos 4 x 400 m         | 3:08,53 (NR)               |
| 1999                      | Juegos Panamericanos                 | Winnipeg, Canadá          | 13.º (h)                  | 100 m                     | 10,62                      |
| 1999                      | Juegos Panamericanos                 | Winnipeg, Canadá          | 14.º (h)                  | 200 m                     | 21,29                      |
| 1999                      | Campeonato Mundial                   | Sevilla, España           | 49no (h)                  | 100 m                     | 10,55                      |
| 1999                      | Campeonato Mundial                   | Sevilla, España           | –                         | 200 m                     | DQ                         |
| 2000                      | Campeonato Iberoamericano            | Río de Janeiro, Brasil    | 4.º                       | Relevos 4 x 100 m         | 40,26                      |
| 2000                      | Campeonato Iberoamericano            | Río de Janeiro, Brasil    | 3.º                       | Relevos 4 x 400 m         | 3:12,45                    |
| 2000                      | Juegos Olímpicos                     | Sídney, Australia         | 46to (h)                  | 200 m                     | 21,15                      |

## Marcas personales
Exterior
- 100 metros – 10,23 (+1.0 m/s) (Lisboa 1998)
- 200 metros – 20,37 (+0.7 m/s) (Lisboa 1998)
- 400 metros – 46,46 (Santa Fe 1998)

Interior
- 60 metros – 6,78 (Madrid 1999)
- 200 metros – 21,27 (Valencia 1998)